# Stort och smått
Stort och smått (tyska: Gross und klein) är en teaterpjäs från 1978 av den tyske författaren Botho Strauss. Den handlar om Lotte som reser genom Tyskland och söker efter mänsklig kontakt, men misslyckas eftersom alla hon möter är instängda i sina egna världar. Pjäsen är ett vandringsdrama i tio scener.
Den hade premiär 1978 på Schaubühne am Halleschen Ufer i Västberlin, regisserad av Peter Stein och med Edith Clever i huvudrollen. Denna uppsättning gjordes även som tysk TV-pjäs 1980. Pjäsen sattes upp på Dramaten 1982 i regi av Barbro Larsson och med Solveig Ternström som Lotte.